# 아키라 레이
아키라 레이(昭伶, 1991년 11월~)는 한국 국적의 만화가이다. 본명은 기소령으로 본인이름의 한자(昭밝을소 伶영리할령)를 따서 아키라 레이라는 필명으로 일본에서 활동한 기록이 있다. 그리고 네이버웹툰 EXP 연재를 시작했다. 하지만 과거 독도발언,불법스캔본공유.여성도촬.소아성애자.여성화장실도촬.이지툰카페매각사건.여성외모품평 등 많은 문제가 되는 행적을 보여준 것이 드러났다. 그리고 네이버웹툰 EXP연재후 사과문을같이 올렸으나 변명으로 일관하는 태도를 보여 누리꾼들에게 큰 분노를 사고있다. 그후 네이버웹툰에서 EXP는 2주만에 연재중단결정.

## 작품 목록

### 일본
- 무직강제수용소

### 한국
- 파괴자
- 나혼자만 레벨업 - 해당 논란으로 중간에 하차. 계약해지 되었다.
- 이엑스피(EXP) - 네이버웹툰 2주만에 연재중단